# Werkstattbindung
Die Werkstattbindung ist in der deutschen Kfz-Versicherung eine Vereinbarung zwischen Versicherungsnehmer und Versicherer, die den Versicherungsnehmer im Schadensfall verpflichtet, eine vorgegebene Werkstatt aufzusuchen. Bei diesen Kfz-Werkstätten handelt es sich in der Regel um TÜV- oder DEKRA-geprüfte Werkstätten, mit denen die Versicherungsunternehmen eigene Vertragsverhältnisse abgeschlossen haben.

## Sinn einer Werkstattbindung
Die Werkstattbindung wird im Rahmen einer Kaskoversicherung angeboten und gewährt dem Versicherungsnehmer neben einem geringeren Beitrag in der Regel auch einen Anspruch auf bestimmte zusätzliche Leistungen. Zu diesen Zusatzleistungen zählen beispielsweise vergünstigte Konditionen für den Abtransport des Fahrzeugs vom Unfallort oder die Bereitstellung eines Mietfahrzeugs für die Dauer der Reparatur. Für die Versicherer sind diese gewährten Vergünstigungen möglich, weil sie mit ihren Partnerwerkstätten Vereinbarungen über die Höhe der Reparaturkosten getroffen haben, die unter den üblichen Marktpreisen liegen. Die daraus resultierende Ersparnis, wird an die Versicherungskunden weitergegeben. Je nach Versicherer kann der Rabatt bei 10–20 Prozent liegen.
Der Kunde ist hierfür aber verpflichtet, wirklich alle Kaskoschäden in der Partnerwerkstatt reparieren zu lassen. Wird die vertraglich vereinbarte Werkstattbindung missachtet, können auf den Versicherungsnehmer hohe Vertragsstrafen zukommen.